# Reddyanus melanodactylus
Espèce
Synonymes
- Lychas melanodactylus L. Koch, 1867
- Isometrus melanodactylus (L. Koch, 1867)
- Isometrus gracilis Thorell, 1876
- Isometrus papuensis Werner, 1916
- Isometrus melanodactylus inflatus Glauert, 1925

Reddyanus melanodactylus est une espèce de scorpions de la famille des Buthidae.

## Distribution
Cette espèce se rencontre en Australie, en Nouvelle-Guinée et aux Salomon,.

## Systématique et taxinomie
Cette espèce a été décrite sous le protonyme Isometrus melanodactylus par L. Koch en 1867. Elle est placée dans le genre Isometrus par Kraepelin en 1891 puis dans le genre Reddyanus par Kovařík, Lowe, Ranawana, Hoferek, Jayarathne, Plíšková et Šťáhlavský en 2016.

## Publication originale
- L. Koch, 1867 : « Beschreibungen neuer Arachniden und Myriapoden. II. » Verhandlungen der Kaiserlich-Königlichen Zoologisch-Botanischen Gesellschaft in Wien, vol. 17, p. 173-250 (texte intégral).